# Martin D-28

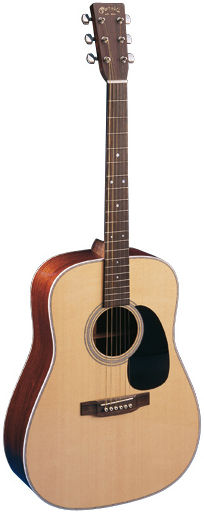
Guitare Martin D-28

La Martin D-28 est une guitare acoustique du fabricant américain C.F. Martin & Company.
Elle est apparue pour la première fois en 1934. Elle a remporté le prix de la meilleure guitare acoustique de l'année du magazine Acoustic Guitar en 2008.

## Liste de musiciens célèbres utilisant la Martin D-28
- Elvis Presley[2]
- Ricky Nelson
- Bob Dylan[3]
- John Lennon[4]
- Paul McCartney[5]
- George Harrison
- Keith Richards
- Eric Clapton[6]
- David Gilmour
- Jimmy Page[7]
- Crosby, Stills, Nash and Young[8]
- Clarence White
- Tony Rice
- Kurt Cobain
- Chris Cornell[9]
- Noel Gallagher
- Renan Luce
- Louise Attaque
- Marcus Mumford
- Ben Howard
- Malek